# Minerva (QDOS reprimjena)
Minerva je bila reprimjena Sinclairova QDOS-a, ugrađenog operacijskog sustava u proizvodnoj liniji osobnih računala Sinclair QL. Napisao ju je Laurence Reeves u Engleskoj. Sadržavala je brojne zakrpe i poboljšanja QDOS-a i programskog jezika SuperBASIC-a. Kasnije inačice su dale mogućnost višezadaćnosti za nekoliko razina SuperBASIC-ova prevoditelja, nešto što QDOS nije podupirao.
Minervu se distribuiralo kao čip za ROM na produžetku matične ploče ("ploča kćer") koji je zamijenio izvorne QL-ove čipove za ROM. "Ploča kćer" Minerva Mk. II se također proizvodila, a u njoj se je nalazilo sučelje I²C i nevolatilni sat realnog vremena (eng. real-time clock). Od inačice 1.89, Minervin izvorni kod je licenciran kao GNU.
Druge reprimjene QDOS-a su SMS2 i SMSQ/E.

## Vanjske poveznice
- Stranice Laurencea Reevesa, sadrže cijeli Minervin izvorni kod
- TF Services Minerva page